# Dusan Popovic
Dusan Popovic (20 de Abril de 1981, Negotin, Sérvia) é um futebolista sérvio que joga como atacante atualmente pelo KS Bylis Ballsh da Albânia .